# Idalus dognini
Idalus dognini är en fjärilsart som beskrevs av Rothschild 1910. Idalus dognini ingår i släktet Idalus och familjen björnspinnare. Inga underarter finns listade i Catalogue of Life.